# Huta (Lublin)
Huta [pronunciación en polaco: /ˈxuta/] es una aldea en el distrito administrativo de Gmina Wojsławice, dentro del Distrito de Chełm, Voivodato de Lublin, en el este de Polonia. Se encuentra a unos 5 kilómetros al noreste de Wojsławice, 26 kilómetros al sur de Chełm, y 81 kilómetros al sureste de la capital regional Lublin.